# 나는 가수다 3

## 개요
- 나는 가수다 3는 2015년 1월 30일부터 방영 중인 나는 가수다의 세 번째 시즌이다. 전작들과는 달리 13부작 3개월 편성으로 방영되며, 또한 금요일 10시로 시간 변경과 동시에 독립 편성되었다.

- 규칙은 13번 대결을 통해 가왕을 선출하는 형식으로 진행된다. 첫 회는 선호도 조사로 치러지며, 탈락자는 2주마다 결정된다.
- 마지막에 치러지는 2주 간의 가왕전은 토너먼트 대결로 3명을 선발한 후, 3명이 다시 대결을 펼쳐서 가왕을 가린다.

- 전작에서는 예능적 요소를 살리고자 개그맨 매니저들을 도입하였다면 나는 가수다 3는 실제 매니저들이 직접 방송에 출연했으며, 그리고 나는 가수다 3의 흥행여부에 따라 하반기에 나는 가수다 4를 기획중이라고 한다.

## 경연 결과
| 박정현     | 통과 | 통과 | 통과 | 통과 | 통과 | 통과 | 통과 | 통과 | 통과 | 통과 | 통과 | 통과 | 탈락 |
| 양파       | 통과 | 통과 | 통과 | 통과 | 통과 | 통과 | 통과 | 통과 | 통과 | 통과 | 통과 | 통과 | 가왕 |
| 소찬휘     | 통과 | 통과 | 통과 | 통과 | 통과 | 통과 | 통과 | 통과 | 통과 | 통과 | 통과 | 탈락 |      |
| 스윗소로우 | 통과 | 통과 | 통과 | 통과 | 통과 | 통과 | 통과 | 통과 | 통과 | 통과 | 통과 | 탈락 |      |
| 하동균     | 통과 | 통과 | 통과 | 통과 | 통과 | 통과 | 통과 | 통과 | 통과 | 통과 | 통과 | 탈락 |      |
| 효린       | 통과 | 통과 | 탈락 |      |      |      |      |      |      |      |      |      |      |
| 이수       | 하차 |      |      |      |      |      |      |      |      |      |      |      |      |
| 휘성       |      |      |      | 통과 | 통과 | 통과 | 탈락 |      |      |      |      |      |      |
| 몽니       |      |      |      | 통과 | 탈락 |      |      |      |      |      |      |      |      |
| 나윤권     |      |      |      |      |      | 통과 | 통과 | 통과 | 통과 | 통과 | 탈락 |      |      |
| 체리필터   |      |      |      |      |      |      |      | 통과 | 탈락 |      |      |      |      |
| 김경호     |      |      |      |      |      |      |      |      |      | 통과 | 통과 | 통과 | 탈락 |

## 시청률
- AGB닐슨 미디어 리서치에서 공개한 표를 바탕으로 작성한 시청률이다. 빨간색 글씨는 최고 시청률, 파란색 글씨는 최저 시청률을 나타낸다.

| 회차   | 방송일          | 시청률              | 시청률 |
| 회차   | 방송일          | AGB닐슨 전국 시청률 |        |
| ------ | --------------- | ------------------- | ------ |
| 제1회  | 2015년 1월 30일 | 6.0%                |        |
| 제2회  | 2015년 2월 6일  | 5.9%                |        |
| 제3회  | 2015년 2월 13일 | 5.4%                |        |
| 제4회  | 2015년 2월 20일 | 4.9%                |        |
| 제5회  | 2015년 2월 27일 | 4.3%                |        |
| 제6회  | 2015년 3월 6일  | 4.6%                |        |
| 제7회  | 2015년 3월 13일 | 4.7%                |        |
| 제8회  | 2015년 3월 20일 | 4.1%                |        |
| 제9회  | 2015년 3월 27일 | 4.3%                |        |
| 제10회 | 2015년 4월 3일  | 5.5%                |        |
| 제11회 | 2015년 4월 10일 | 4.9%                |        |
| 제12회 | 2015년 4월 17일 | 5.2%                |        |
| 제13회 | 2015년 4월 24일 | 5.7%                |        |